# Abbas Kiarostami
Abbas Kiarostami (em persa:  عباس کیارستمیⓘ, Teerã, 22 de junho de 1940 — Paris, 4 de julho de 2016) foi um poeta, cineasta, roteirista, produtor e  fotógrafo iraniano.  Obteve diversos prêmios internacionais, dentre os quais se destacam a  Palma de Ouro de 1997, pelo filme Gosto de Cereja, e o Leão de Ouro do Festival de Veneza de 1999, por O Vento nos Levará.

## Vida e obra

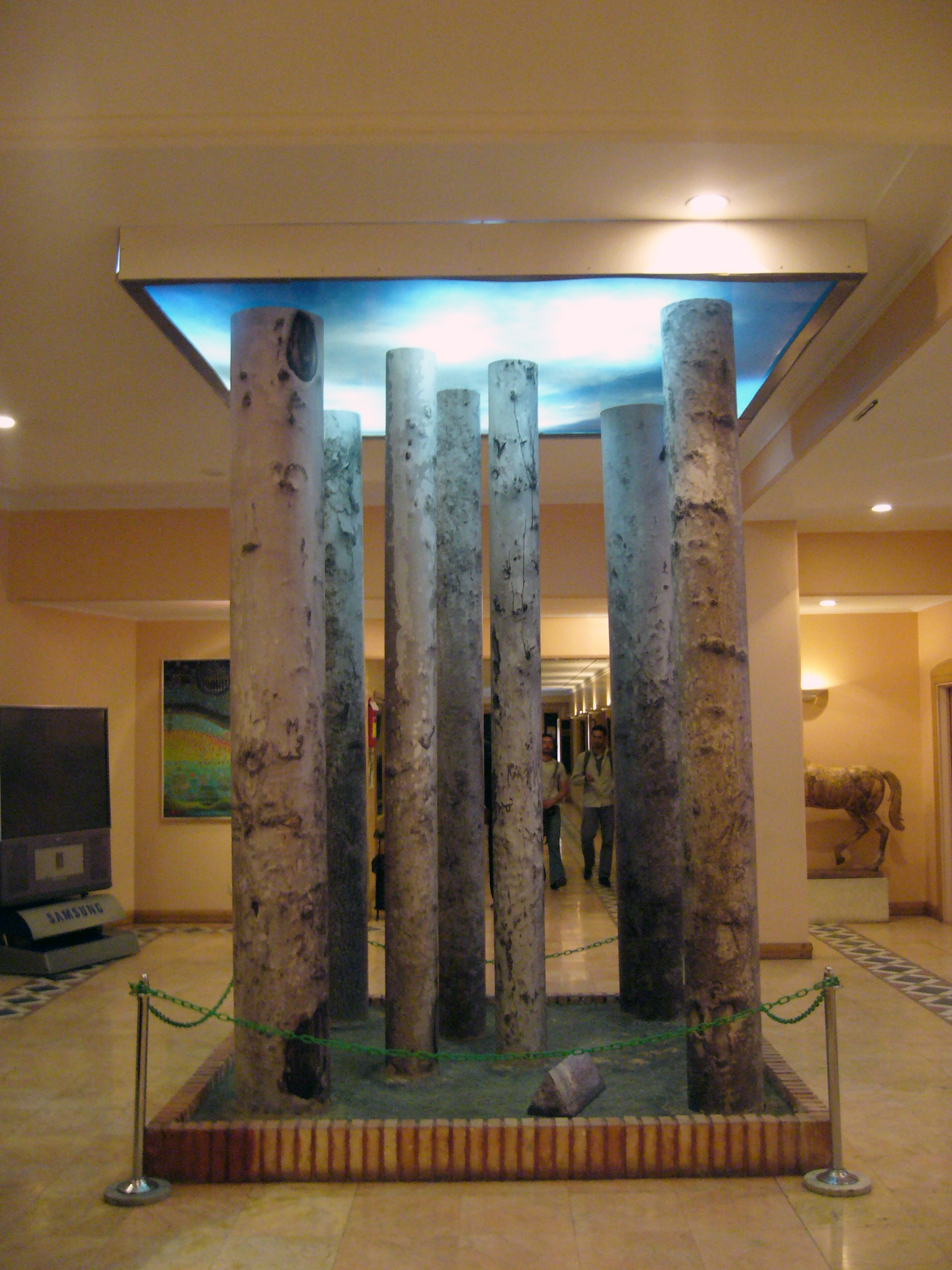
Instalação de arte pós-moderna, por Kiarostami.
Organização Iraniana de Artes (Teerã)

Após concluir a licenciatura em Belas-Artes pela Universidade de Teerã, resolveu dedicar-se à cinematografia, primeiro como assistente de direção, depois como diretor.
Em 1966, convidado por Ebrahim Forouzesh (n. 1939),  diretor do Kanun (Instituto para o Desenvolvimento Intelectual da Criança e do Adolescente; em parsi, Kānun-e Parvareš-e Fekri-e Kudakān va Nowjavānān),  Kiarostami assumiu o departamento de cinema da instituição. O Kanun,  criado pela xabanu Farah Diba, a esposa do Xá Reza Pahlevi, inicialmente para produzir livros infantis, acabou por envolver  praticamente todas as áreas da produção cultural iraniana. Mas será no departamento de cinema que  a instituição produzirá seus resultados mais notáveis -  mesmo (e sobretudo) depois de 1979, ano em que ocorre a Revolução Islâmica.
Em 1970,   Kiarostami  estreia como realizador com o curta  Nan va Koutcheh (O Pão e o Beco). Rapidamente,  o cineasta se destaca, combinando um tratamento realista e, ao mesmo tempo, poético  da sociedade iraniana. Em Mossafer (O Viajante, 1974), constrói uma brilhante parábola sobre um rapaz que abandona a sua aldeia natal e percorre sozinho perto de 500 quilômetros para ir assistir a um jogo de futebol em Teerão.
Contudo, o filme que projetou a sua carreira em nível internacional foi Khane-ye Doust Kodjast? (em Portugal, Onde é a Casa do Amigo?; no Brasil, Onde Fica a Casa do Meu Amigo?),  de 1987,  que narra a história de um menino do vilarejo de Koker que foge de casa para procurar um companheiro de turma, numa aldeia vizinha, na ânsia de lhe devolver um caderno. A partir daí, os filmes de Kiarostami passaram a ser presença constante em grandes festivais de cinema:  Zendegi va digar hich  - em português, Vida e Nada Mais (...E a Vida Continua), de 1991, - em que um cineasta e seu filho viajam de Teerã para o vilarejo de Koker,  duramente atingido pelo terremoto (sismo de 1990), em busca de sinais de vida dos dois jovens atores do filme anterior - Onde Fica a Casa do Meu Amigo?. Em "Através das Oliveiras", de 1994, o cineasta retoma uma ramificação do trabalho anterior. No filme, um diretor de cinema deve escolher atores para um filme (justamente "E a Vida Continua"). Ele encontra um rapaz e uma moça que farão o papel de marido e mulher. Na vida real, porém, os dois se amam, mas há um obstáculo: eles são de classes sociais diferentes. A moça sabe ler e tem casa; o rapaz é analfabeto e mora em uma tenda (sua casa fora destruída pelo terremoto). Ao colocar a tensão que marca a relação entre os dois namorados, Kiarostami está, obviamente, falando do Irã, da tensão entre a tradição (casamento arranjado, impermeabilidade das classes sociais) e de uma modernidade possível. É por volta dessa época que seus filmes deixariam de ser exibidos nas grandes salas de cinema do Irã.
Os três filmes (Onde é a Casa do Amigo?, Vida e Nada Mais e  "Através das Oliveiras") são referidos pelos críticos como a Trilogia de Koker.
Apesar de, eventualmente, seus filmes evocarem a estética do neorrealismo italiano, com qual tem sido comparado, não existe em Kiarostami, segundo  o crítico Carlos Alberto Mattos, o apelo ao melodrama típico do cinema neorrealista. Certamente a presença de crianças é um ponto em comum, mas no tratamento dado por Kiarostami às narrativas e às imagens, ele não utiliza os mesmos recursos de linguagem que consagraram o movimento nas décadas de 1940 e 1950. Na verdade, segundo Mattos, o diretor iraniano não se enquadraria em nenhum tipo de cinema inventado, mas apenas no seu próprio - algo como um "kiarostamismo".
Abbas Kiarostami, em O Vento nos Levará , propõe uma nova linguagem cinematográfica que estimula o ver sem mostrar do esforço do cineasta em diminuir a distância entre signo e realidade, por meio da objetividade da narrativa, da autoconsciência que sua obra carrega, o que se manifesta de diferentes maneiras, desde a sua presença na diegese dos filmes ou através de personagens alter ego, até procedimentos narrativos que explicitam a linguagem cinematográfica.
Em 1997, Abbas Kiarostami vence a Palma de Ouro do  Festival de Cannes com Ta'm e Guilass (título traduzido em Portugal como Sabor da Cereja; no Brasil, como Gosto de Cereja) filme  centrado na figura de um taxista suicida que tenta encontrar alguém que proceda à sua sepultura. Durante a cerimônia de premiação, Kiarostami beijou  a atriz Catherine Deneuve. O beijo, que, mais tarde, ele descreveria como "desastroso", provocaria uma grande polêmica em seu país, obrigando-o a adiar sua volta ao Irã.
O seu projeto seguinte voltou a merecer reconhecimento mundial: Bad ma ra khahad bord (em Portugal, O Vento Levar-nos-á; no Brasil, O Vento nos Levará), de 1999, procura retratar a vida quotidiana de maneira pouco convencional. O filme foi agraciado com o Leão de Ouro no Festival de Veneza. Em seguida, Kiarostami enveredou pelo campo da longa-metragem documental, com ABC Africa (2001), onde trata da questão da Sida (AIDS).
Nunca deixando de ser um realizador visionário, procurou seguidamente apresentar uma nova visão da mulher iraniana contemporânea em Dez (2002), um filme profundamente marcado pelo intimismo e pela discussão filosófica. O filme inteiro foi rodado com câmeras fixas, no interior de um carro, e não havia roteiro.
Em 2005 recebe o Leopardo de Honra, no Festival de Locarno, pelo conjunto de sua obra. Nesse mesmo ano,  sua obra seria tema de uma grande retrospectiva na Grã-Bretanha. Já então era considerado como um dos realizadores mais importantes do mundo. Mas, em seu próprio país, seus filmes haviam deixado de ser exibidos em grandes salas desde 1995. Seu trabalho era visto com desconfiança pelo governo e considerado potencialmente subversivo. Em abril, durante uma entrevista à Reuters, em Londres,  declarou: "Meu plano não é testar os limites da censura". Embora afirmasse que um filme como Dez não tem mensagem política direta, o filme inclui uma motorista de táxi que se divorciara do marido e aceita uma prostituta como passageira. Em dado momento do filme, a personagem grita: "As leis podres desta nossa sociedade não dão direitos às mulheres!" Mas, segundo ele declarou na época, "'as autoridades não têm problemas comigo ou com meus filmes. Elas têm um problema com o público de meus filmes. Isso é porque esse público, como grupo, representa uma força. É por isso que ele é visto como possível problema."" Além da censura moral do governo, o cinema iraniano também era atingido pelas dificuldades econômicas do país (as pesadas sanções econômicas decretadas pelos Estados Unidos, inflação, desemprego). "Nos últimos 28 anos não foi construído um único cinema no país", lembrou  Kiarostami, durante a mesma entrevista.
Em razão dos problemas com a censura e das dificuldades de financiamento,  cineastas independentes do chamado Novo Cinema Iraniano passaram a recorrer a financiamentos estrangeiros, o que lhes permitia exibir seus filmes fora do Irã. Naturalmente, havia também o risco de o filme não obter permissão para ser exibido no próprio Irã, uma vez que não havia acordos oficiais de cooperação cinematográfica com outros países.
Em 2010 dirige Juliette Binoche e o tenor britânico William Shimel em Copie Conforme, (em português, Cópia Fiel), filme no qual faz sua dissertação sobre a arte no mundo contemporâneo. Em 2012, dirige seu último filme no Japão.  Like Someone in Love (em português, Um alguém apaixonado) é inteiramente falado em japonês, idioma em que Kiarostami não era fluente.
Embora mantivesse residência no Irã, Abbas Kiarostami deslocava-se frequentemente para trabalhar na França, onde conseguia rodar sua obras e trabalhar sem as restrições da censura do regime de seu país natal. Muitos dos seus filmes são co-produções franco-iranianas  também em decorrência da escassez de recursos para se fazer cinema no Irã. Kiarostami costumava dizer que uma árvore transplantada de sua terra mater nunca mais dará os mesmos frutos.

## Morte
Abbas Kiarostami morreu em 4 de julho de 2016, aos 76 anos, devido a um câncer. Sua morte foi anunciada pela agência de notícias oficial do Irã, ISNA. De acordo com a agência, ele foi diagnosticado com câncer gastrointestinal em março de 2016, e estava em Paris para o tratamento.  Kiarostami passara por uma série de cirurgias no mês anterior a seu falecimento, segundo a ISNA.

## Filmografia
| Ano  | Título                  | Observações                         |
| 2017 | 24 Frames               | Lançado postumamente                |
| 2012 | Like Someone in Love    |                                     |
| 2010 | Copie Conforme          |                                     |
| 2007 | Chacun son cinéma       |                                     |
| 2005 | Tickets                 |                                     |
| 2002 | Dah                     |                                     |
| 2001 | ABC Africa              |                                     |
| 1999 | Bad Ma Ra Khahad Bord   | Leão de Ouro no Festival de Veneza  |
| 1997 | T'am e Guilass          | Palma de Ouro do Festival de Cannes |
| 1995 | Lumière et compagnie    | Com outros diretores                |
| 1994 | Zire darakhatan zeyton  |                                     |
| 1991 | Zendegi va digar hich   |                                     |
| 1990 | Nema-ye Nazdik          |                                     |
| 1987 | Khane-ye Doust Kodjast? |                                     |
| 1984 | Avaliha                 |                                     |
| 1983 | Dandan Dard             |                                     |
| 1983 | Hamshahri               |                                     |
| 1982 | Hamsarayan              |                                     |